# Malik Fathi
Malik Fathi (Berlijn, 29 oktober 1983) is een Duitse voetballer van Turkse afkomst die bij voorkeur als linksback speelt. Hij tekende in januari 2015 bij Atlético Baleares, dat hem transfervrij inlijfde.

## Carrière
Fathi begon op jonge leeftijd met tennis maar bleek later meer geïnteresseerd te zijn in voetbal. Hij speelde eerst voor de tennisbranche van FC Hertha 03 Zehlendorf en in 1993 koos  hij voor het voetballen. In 2000 tekende Fathi bij Tennis Borussia Berlin. Daar werd hij opgemerkt en ook meteen weggeplukt door Hertha BSC. In 2003 mocht hij meedoen aan de wedstrijden in de Bundesliga. In 2008 koos Fathi ervoor om naar Rusland te gaan. Hij tekende op 12 maart van dat jaar een contract bij Spartak Moskou. In het seizoen 2010-2011 werd hij verhuurd aan Mainz dat hem een jaar later kocht van de Russische club. In de zomertransferperiode van 2012 werd hij verhuurd aan Kayserispor. In januari 2013 werd hij opnieuw verhuurd, ditmaal aan  TSV 1860 München. Fathi raakte in juli 2014 clubloos. Een half jaar later tekende hij een contract bij Atlético Baleares.

## Interlandcarrière
Fathi debuteerde voor het Duits voetbalelftal op 16 augustus 2006 in een vriendschappelijke wedstrijd tegen Zweden. Zijn tweede en tevens laatste interland speelde hij op 7 oktober 2006 tegen Georgië. Hij viel in na 76 minuten voor gelegenheidslinksachter Thomas Hitzlsperger.